# Аквавива (Лука)
Аквавива (итал. Acquaviva) је насеље у Италији у округу Лука, региону Тоскана.
Према процени из 2011. у насељу је живело 23 становника. Насеље се налази на надморској висини од 52 м.